# Moe Higa
Moe Higa (japanisch 比嘉 もえ Higa Moe; * 15. September 2007 in der Präfektur Hiroshima) ist eine japanische Synchronschwimmerin, die an den Olympischen Sommerspielen 2024 teilnahm.

## Leben und Karriere
Moe Higa erhielt schon mit drei Jahren Ballettunterricht und begann 2015 mit Synchronschwimmen in Hiroshima.
Im Alter von 14 Jahren gewann sie 2022 bei den FINA World Junior Championship im kanadischen Quebec sowohl in der technischen Kür (88,4438 Punkte) als auch in der freien Kür (89,7667 Punkte) des Solo-Wettbewerbs die Goldmedaille. In diesem Jahr nahm sie erfolgreich an allen drei Synchronschwimm-Weltmeisterschaften der verschiedenen Altersgruppen Youth-Junior-Senior teil. Bei den Weltmeisterschaften der Altersgruppe Youth, die in den USA ausgerichtet wurden, erzielte sie Gold in der technischen Kür des Solo-Wettbewerbs. In Budapest fanden 2022 die Senior-Schwimmweltmeisterschaften statt. Moe Higa war dabei Teil der japanischen Mannschaft, die im Synchronschwimmen in der Kombination mit 93,5667 Punkten Silber gewann, in der technischen Kür wiederum den zweiten Platz erreichte und in der freien Kür mit 93,1333 Punkte die Bronzemedaille erhielt.
2023 nahm Moe Higa an den Asienspielen in Hangzhou teil, die statt 2022 erst im Oktober 2023 stattfanden. Bei den Spielen gewann sie im Duett mit Mashiro Yasunaga die Silbermedaille und konnte diesen Erfolg auch im Mannschaftswettbewerb wiederholen.
Bei den Weltmeisterschaften in Fukuoka im selben Jahr gewann das erfolgreiche Duett die Goldmedaille in der technischen Kür mit 273,9500 Punkten und die Bronzemedaille in der freien Kür mit 249,516 Punkten. Nach 22 Jahren war es die erste japanische Goldmedaille im Synchronschwimmen bei Weltmeisterschaften. In der Mannschaft konnte Moe Higa in Fukuoka dann noch den zweiten Platz belegen.
Moe Higa qualifizierte sich so für die im folgenden Jahr stattfindenden Olympischen Sommerspielen 2024 in Paris und trat als jüngste des japanischen Synchronschwimm-Teams dort in zwei Wettbewerben an. Sie bildete zusammen mit Moeka Kijima, Uta Kobayashi, Ayano Shimada, Ami Wada, Tomoko Satō, Mashiro Yasunaga und Moe Yoshida die japanische Synchronschwimm-Mannschaft und erreichte 880,6841 Punkte und damit den fünften Platz. Im Duett gelangte sie mit 507,0804 Punkten zusammen mit Mashiro Yasunaga auf Platz acht.
Als Teil der japanischen Mannschaft gewann sie mit 334,7232 Punkten in der freien Kür der Schwimmweltmeisterschaften 2025 in Singapur die Silbermedaille, in der technischen Kür erreichte das Team Platz vier. Moe Higa startete in Singapur außerdem im Duett Wettbewerb mit Tomoka Satō, wo sie in der technischen Kür ebenfalls den vierten Platz erreichte. Den sechsten Platz nahm sie mit 251,2184 Punkten beim Solo-Wettbewerb der technischen Kür ein.
In ihrem Verein Imura Artistic Swimming Club wird sie von Masayo Imura trainiert, innerhalb der japanischen Nationalmannschaft von Takako Nakajima. Ihr sportliches Vorbild ist die japanische Synchronschwimmerin Yukiko Inui.